# Геппіс-Інн (Монтана)
Геппіс-Інн (англ. Happys Inn) — переписна місцевість (CDP) в США, в окрузі Лінкольн штату Монтана. Населення — 179 осіб (2020).

## Географія
Геппіс-Інн розташований за координатами 48°3′59″ пн. ш. 115°8′7″ зх. д. / 48.06639° пн. ш. 115.13528° зх. д. (48.066311, -115.135158).  За даними Бюро перепису населення США в 2010 році переписна місцевість мала площу 32,19 км², з яких 25,88 км² — суходіл та 6,31 км² — водойми.

## Демографія
Згідно з переписом 2010 року, у переписній місцевості мешкали 164 особи в 81 домогосподарстві у складі 59 родин. Густота населення становила 5 осіб/км².  Було 277 помешкань (9/км²).
Расовий склад населення:
| - 96,3 % — білих - 0,6 % — корінних американців |

До двох чи більше рас належало 3,0 %. Частка іспаномовних становила 0,6 % від усіх жителів.
За віковим діапазоном населення розподілялося таким чином: 6,1 % — особи молодші 18 років, 62,8 % — особи у віці 18—64 років, 31,1 % — особи у віці 65 років та старші. Медіана віку мешканця становила 58,8 року. На 100 осіб жіночої статі у переписній місцевості припадало 121,6 чоловіків;  на 100 жінок у віці від 18 років та старших — 113,9 чоловіків також старших 18 років.
Цивільне працевлаштоване населення становило 32 особи. Основні галузі зайнятості: фінанси, страхування та нерухомість — 78,1 %, транспорт — 21,9 %.